# Walter Motz
Walter Motz   (Steinbach, 22 de març de 1909 - 5 de març de 1999) va ser un esquiador de fons alemany que va competir durant la dècada de 1930.
El 1936 va prendre part en els Jocs Olímpics d'Hivern de Garmisch-Partenkirchen, on fou divuitè en la cursa dels 18 quilòmetres del programa d'esquí de fons.
En el seu palmarès destaca una medalla de plata al Campionat del Món d'esquí nòrdic de 1934 i quatre campionats nacionals de relleus.